# Carlos Pérez (baseball, 1971)
Pour les articles homonymes, voir Carlos Pérez et Pérez.
Pour le joueur vénézuélien, voir Carlos Pérez (baseball, 1990).
Carlos Gross Pérez (né le 14 avril 1971 en République dominicaine) est un lanceur gaucher de baseball qui a joué dans les Ligues majeures de 1995 à 2000 pour les Expos de Montréal et les Dodgers de Los Angeles.
Ses frères Pascual et Melido Perez ont aussi lancé dans les Ligues majeures, de même que son cousin Yorkis Pérez.

## Carrière
Les Expos de Montréal engagent Carlos Pérez comme agent libre en 1988 alors que le joueur n'est âgé que de 17 ans. Le gaucher joue son premier match dans les majeures le 27 avril 1995 avec une présence en relève. À sa 5e partie dans les grandes ligues, il obtient la chance de commencer un match comme lanceur partant le 11 mai contre les Phillies de Philadelphie et est crédité de sa première victoire en carrière. Pérez remporte la victoire à ses 5 premiers départs.
Ce début prometteur lui permet de décrocher une invitation au match des étoiles 1995, où il s'amène avec une fiche de 7-2. Il fait moins bien en seconde moitié de saison et termine l'année avec 10 victoires et 8 défaites et une moyenne de points mérités de 3,69. Il termine 4e au vote de la recrue de l'année dans la Ligue nationale.
Pérez attire également l'attention pour ses démonstrations d'enthousiasme au monticule après avoir enregistré un retrait sur des prises contre un frappeur adverse.
Une blessure à l'épaule initialement diagnostiqué comme une tendinite le tient à l'écart du jeu pendant toute la saison 1996. À son retour en 1997, il mène les majeures avec 5 jeux blancs, mais remet un dossier perdant de 12-13.
Le 31 juillet 1998, les Expos échangent Pérez, Mark Grudzielanek et Hiram Bocachica aux Dodgers de Los Angeles pour Ted Lilly, Wilton Guerrero, Peter Bergeron et Jonathan Tucker.
Pérez termine la saison 1998 avec une fiche de 7-10. Il présente un dossier perdant de 2-10 et une moyenne de points mérités très élevée de 7,43 en 1999 avant de terminer sa carrière avec une fiche de 5-8 en 2000. De nombreux partisans des Dodgers se souviennent de lui pour un incident survenu au Dodger Stadium le 16 juin 1999 alors qu'après avoir été retiré du match, il rentre à l'abri des joueurs sous les huées de la foule et détruit une glacière avec un bâton de baseball. La scène fera les manchettes à la télévision.
Carlos Pérez a lancé 142 parties dans les majeures, dont 127 comme lanceur partant. Il a remporté 40 victoires contre 53 défaites, avec 448 retraits sur des prises en 822 manches et deux tiers lancées. Sa moyenne de points mérités est de 4,44.